# エドウィン・アビラ
エドウィン・アビラ（Edwin Ávila、1989年11月21日 - ）は、コロンビア、カリ出身の自転車競技選手。

## 来歴
2007年
- ジュニア世界選手権自転車競技大会・マディソン 3位

2009年
- UCIトラックワールドカップ2009-2010
  - カリ - 団体追抜 優勝

2011年
- 世界選手権・ポイントレース 優勝
- パンアメリカン競技大会・団体追抜 優勝（+ フアン・エステバン・アランゴ、アレックス・アントニオ・カストロ、ワイマル・アルフォンソ・ロルダン）

2012年
- ロンドンオリンピック・団体追抜 8位
- ツアー・オブ・トリニダード・トバゴ 総合優勝
- UCIトラックワールドカップ2012-2013
  - カリ - 団体追抜 優勝